# Yahoo Serious
Greg Pead (Cardiff, Nova Gales do Sul, Austrália; 27 de julho de 1953), mais conhecido como Yahoo Serious, é um ator, cineasta e músico independente australiano.

## Biografia
Após se formar na escola, Serious trabalhou em uma loja de pneus para pagar seu curso na National Art School, em Sydney. Após ser expulso, co-escreveu, co-produziu e dirigiu seu primeiro filme aos 21 anos de idade, o documentário Coaltown, sobre mineração de carvão, em 1974. No ano seguinte, dirigiu a série de TV Lifestyle, que ganhou o Penguin Award, da TV australiana, para melhor documentário educativo. Em 1980, mudou seu nome em definitivo para Yahoo Serious. Em 1988, produziu, dirigiu, escreveu e atuou no filme O Jovem Einstein, comédia levemente baseada na vida do cientista alemão naturalizado estadunidense Albert Einstein. O Jovem Einstein foi um sucesso internacional, inclusive nos EUA, onde Yahoo Serious foi capa da Revista Time, da revista Mad e fez um show para a MTV satirizando o famoso programa de TV 60 Minutes, em Nova York. Seu filme seguinte, As Aventuras de Ned Kelly, em 1993, uma outra comédia, desta vez sobre o bandido australiano Ned Kelly, foi um sucesso na Austrália, mas não foi bem em outros países, assim como o filme Mr. Accident, em 2000. Em 1996, Serious recebeu um doutorado honorário da Universidade de Newcastle. Também é diretor da organização filantrópica The Kokoda Track Foundation.

### Vida pessoal
Logo após a realização d'O Jovem Einstein, Serious se casou com uma das atrizes do filme, Lulu Pinkus. Permaneceram casados até 2007, quando se divorciaram.

## Filmografia

### Cinema
- O Jovem Einstein: 1988
- As Aventuras de Ned Kelly: 1993
- Mr. Accidnt: 2000

### Documentário
- Coaltown: 1974
- Lifestyle: 1975

## Discografia

### Trilha sonora
- O Jovem Einstein: 1988[3]
- As Aventuras de Ned Kelly: 1993
- Mr. Accident: 2000

## Prêmios e indicações

### Prêmios
Penguin Award
- Melhor Documentário Educativo: 1975

### Indicações
Australian Film Institute
- Melhor roteiro: O Jovem Einstein - 1986[4]